# Hilde Konetzni

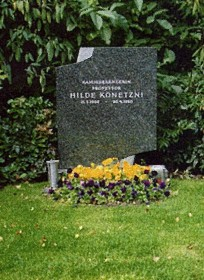

Hilde Konetzni (Vienna, 21 marzo 1905 – Vienna, 20 aprile 1980) è stata un soprano austriaco, particolarmente specializzata nei ruoli wagneriani, specialmente Sieglinde de La Valchiria e con sede prevalentemente alla Wiener Staatsoper.

## Biografia
Studiò al Conservatorio di musica di Vienna con Rudolf Nillius ed a Praga con Ludmilla Prohaska-Neumann. Debuttò a Gablonz, come Sieglinde, nel 1929, e cantò a Praga dal 1932 al 1938. Nel 1936 debuttò alla Wiener Staatsoper e all'Paris Opéra, nel ruolo di Donna Elvira. Apparve alla Royal Opera House di Londra (1938-1939), tornando nel 1947 e alla Teatro alla Scala di Milano nel 1950, nel ruolo di Sieglinde con Furtwängler.
Una cantante elegante, possedeva una voce di grande bellezza, gli altri suoi ruoli importanti comprendevano: Agathe, Isotta, Brünnhilde, Elisabeth, Marschalin, Leonora, Chrysothemis, ecc.
Era molto popolare a Vienna e continuò a cantare piccoli ruoli fino agli anni '70. Aveva una sorella, Anny Konetzni (1902-1968), anch'ella soprano, nota per i ruoli di Richard Wagner e Richard Strauss.

## Filmografia scelta
- Viennese Girls (1945)